# 山本清 (テキスタイルデザイナー)
山本 清 (やまもと きよし、1949年 - ) は、テキスタイル・サーフェスデザイナー。山本デザインオフィス主宰。大分県別府市出身。
日本テキスタイルデザイン協会理事、日本テキスタイルカウンシル理事を歴任。元宝仙学園短期大学学科長教授。女子美術大学客員教授及び、大学院客員教授を務める。

## 経歴
- 1973年　東京造形大学デザイン学科テキスタイルデザイン専攻を卒業、株式会社粟辻博デザイン室入社
- 1976年　山本清デザインスタジオ設立
- 1981年　山本清プリントテキスタイル展(新宿小田急)
- 1984年　自然・人・対話展(玉川高島屋)
- 1985年　インターツム'85展(西独)
- 1986年　山本清「ラプソディー展」(AXIS)個展
- 1988年　山本清「プリントワーク展」(松屋銀座)
- 1989年　株式会社山本清デザインスタジオ設立
- 1992年　国際現代美術NiCAF「環境とアート」展(横浜)
- 1995年　カルトンチェアの贅沢展(Print&Paintショールーム東京)
- 1995年　Today's Japan Exhibition(カナダ)
- 1996年　(株)山本清デザインスタジオを(株)山本デザインオフィスに社名変更
- 1996年　'95 Textile exchange exhibition of Tegu(韓国)
- 2000年　コニカ ボタニックガーデン(青山スパイラル)
- 2001年　A-WALL(アウォール)阿波紙展(松屋銀座)個展
- 2003年　ハイムテキスタイル展(ドイツ)
- 2009年　Textile design・Surface design 山本清(銀座gallery女子美)
- 2010年　メゾンドオブジェ展(フランス)
- 2011年　メゾンドオブジェ展(フランス)
- 2011年　インテリアライフスタイル展(東京ビッグサイト)
- 2023年 山本清のジークレー版画<configuration 2023>(青山 オリエアート・ギャラリー)
- 2023年 株式会社を公に解散し、業務は「山本デザインオフィス」にて継続

## 主な受賞歴
- 1981年　デザインフォーラム展 受賞
- 1996年　カナダ国立科学技術博物館に作品永久保存
- 2007年 経済産業省「ものづくり日本大賞」受賞
- 2008年　グッドデザイン・日本商工会議所会頭賞 受賞

## 主な著書・著作
- 1978年　『染色』(日本手芸センター)
- 1983年　布の材料講座(商店建築)
- 1987年　建築空間とテキスタイル(商店建築)
- 1987年　布・糸と生活 表面から空間へ(デザインの現場)
- 1989年　作品集『ALFA-A』(用美社)
- 1997年　テキスタイルと造形 サーフェスの視点から(六耀社)
- 1997年　サーフェスデザインの措定に向けて(宝仙短大)
- 2000年　建築サーフェス材(美術出版社)
- 2004年　サーフェスデザインの奥行(コンフォルト)
- 2009年　 JTC アーカイブス『日本の染織・テキスタイルデザイン』(用美社)等